# Pseudoverosimiglianza
Pseudoverosimiglianza è una misura statistica che viene usata come approssimazione della distribuzione di una variabile casuale.

## Come si ottiene
Dato un insieme di variabili aleatorie {\displaystyle X=X_{1},X_{2},...X_{n}} e un insieme {\displaystyle E} delle dipendenze tra queste variabili, dove {\displaystyle \lbrace X_{i},X_{j}\rbrace \notin E} implica che {\displaystyle X_{i}} è condizionatamente indipendente da {\displaystyle X_{j}} dato un intorno di {\displaystyle X_{i}}, la pseudoverosimiglianza {\displaystyle X=x=(x_{1},x_{2},...x_{n})} è 
{\displaystyle \Pr(X=x)=\prod _{i}\Pr(X_{i}=x_{i}|X_{j}=x_{j}\ \mathrm {\forall } \ \lbrace X_{i},X_{j}\rbrace \in E)}
{\displaystyle X} è un vettore di variabili, {\displaystyle x} è un vettore di valori. L'espressione {\displaystyle X=x} citata significa che ogni variabile {\displaystyle X_{i}} nel vettore {\displaystyle X} ha un valore corrispondente {\displaystyle x_{i}} nel vettore {\displaystyle x}.  L'espressione {\displaystyle P(X=x)} è la probabilità che il vettore di variabili {\displaystyle X} abbia valori uguali al vettore {\displaystyle x}.

## Pseudo-log-verosimiglianza
È una misura simile che proviene dall'espressione precedente.
{\displaystyle \log \Pr(X=x)=\sum _{i}\log \Pr(X_{i}=x_{i}|X_{j}=x_{j}\ \mathrm {\forall } \ \lbrace X_{i},X_{j}\rbrace \in E)}
L'uso che viene fatto della pseudoverosimiglianza è essenzialmente un'approssimazione per l'inferenza sui processi Markoviani o Bayesiani.